# Lomy (Supíkovice)
Lomy (niem. Geislersfeld ) – osada, część gminnej wsi Supíkovice, położona w kraju ołomunieckim, w powiecie Jesionik, w Czechach.